# Palais Veronesi
Pour les articles homonymes, voir Veronesi.
 (septembre 2020).
Le palais Veronesi (en italien : Palazzo Veronesi) est un bâtiment historique de Milan en Italie.

## Histoire
Le palais fut construit entre 1923 et 1926 après le lotissement de certains terrains dans le centre de Milan précédemment occupés par des jardins.

## Description
Le bâtiment présente un style éclectique tardif et se distingue pour la décoration exubérante de ses façades.